# FA Charity Shield 1978
Lo FA Charity Shield 1978, noto in italiano anche come Supercoppa d'Inghilterra 1978, è stata la 56ª edizione della Supercoppa d'Inghilterra.
Si è svolto il 12 agosto 1978 al Wembley Stadium di Londra tra il Nottingham Forest, vincitore della First Division 1977-1978, e l'Ipswich Town, vincitore della FA Cup 1977-1978.
A conquistare il titolo è stato il Nottingham Forest che ha vinto per 5-0 con reti di Martin O'Neill (doppietta), Peter Withe, Larry Lloyd e John Robertson.

## Partecipanti
| Squadre           | Qualificazione                           | Partecipazioni precedenti (il grassetto indica la vittoria) |
| ----------------- | ---------------------------------------- | ----------------------------------------------------------- |
| Nottingham Forest | Vincitore della First Division 1977-1978 | 1 (1959)                                                    |
| Ipswich Town      | Vincitore della FA Cup 1977-1978         | 1 (1962)                                                    |

## Tabellino
| Arbitro: | Peter Reeves |

|                                                    |           |  |
| O'Neill 10’, 65’ Withe 27’ Lloyd 46’ Robertson 87’ | Marcatori |  |

### Formazioni
| Nottingham Forest: |    |                |  |          |
|                    |    |                |  |          |
| P                  | 1  | Peter Shilton  |  |          |
| D                  | 2  | Viv Anderson   |  |          |
| D                  | 5  | Larry Lloyd    |  |          |
| D                  | 6  | Kenny Burns    |  |          |
| D                  | 3  | Colin Barrett  |  |          |
| C                  | 7  | Martin O'Neill |  |          |
| C                  | 8  | Archie Gemmill |  |          |
| C                  | 4  | John McGovern  |  |          |
| C                  | 11 | John Robertson |  |          |
| A                  | 9  | Peter Withe    |  | Uscita   |
| A                  | 10 | Tony Woodcock  |  |          |
| Sostituzioni:      |    |                |  |          |
| D                  | 12 | David Needham  |  | Ingresso |
| Allenatore:        |    |                |  |          |
| Brian Clough       |    |                |  |          |

| Ipswich Town: |    |                |  |          |
|               |    |                |  |          |
| P             | 1  | Paul Cooper    |  |          |
| D             | 2  | George Burley  |  |          |
| D             | 5  | Russell Osman  |  |          |
| D             | 7  | Tommy Parkin   |  |          |
| D             | 3  | Mick Mills     |  |          |
| C             | 6  | John Wark      |  |          |
| C             | 4  | Brian Talbot   |  |          |
| C             | 11 | Clive Woods    |  |          |
| A             | 8  | Eric Gates     |  |          |
| A             | 9  | Paul Mariner   |  |          |
| A             | 10 | Trevor Whymark |  | Uscita   |
| Sostituzioni: |    |                |  |          |
| A             | 12 | Robin Turner   |  | Ingresso |
| Allenatore:   |    |                |  |          |
| Bobby Robson  |    |                |  |          |